# Cinema de rua

Manifestação estudantil contra a ditadura militar em frente a um cinema de rua no Rio de Janeiro (1968).

Os cinemas de rua, cinemas de bairro ou cinemas populares são um modelo de cinema caracterizados pela democratização do acesso à cultura, oferecendo ingressos a preços acessíveis, e por sua variedade de filmes em língua estrangeira de baixa circulação, como os do cinema de arte, e que geralmente não exibidos nas salas de cinema das redes multinacionais.
O modelo começou a entrar em decadência a partir dos anos 1950, quando a urbanização das cidades brasileiras e a modificação dos padrões de consumo – e posteriormente com a chegada do VHS – enfraqueceram o setor cinematográfico, e muitos cinemas de rua se transformaram em cinemas pornôs ou foram extintos. Foram progressivamente substituídos pelos cinemas de shopping, que hoje são o modelo predominante do mercado, existindo poucos cinemas de rua ainda em funcionamento.